# Крестци
Крестци (рус. Кре́стцы) насељено је место са административним статусом варошице (рус. посёлок городского типа) на северозападу европског дела Руске Федерације. Налази се у централном делу Новгородске области и административно припада Крестечком рејону чији је уједно и административни центар.
Према проценама националне статистичке службе за 2014. у вароши је живело 8.196 становника.

## Географија
Варошица Крестци налази се у централним деловима Новгородске области, на подручју Прииљмењске низије на око 85 километара југоисточно од административног центра Великог Новгорода. Кроз насеље протиче река Холова, лева притока реке Мсте и део басена језера Иљмењ.
Кроз варош пролази национални аутопут М10 на релацији Москва—Санкт Петербург.

## Историја
У писаним изворима насеље Крестци први пут се помиње у новгородском летопису из 1393. године: „В лето 1393 года поставлена церковь Святой Богородицы на Хрестьцах“ (У лето 1393. године подигнута је црква Свете Богородице у месту Хрестци). Име насеља вероватно потиче од чињенице да се развило на месту где се укрштају два важна пута, од Москве ка Новгороду и од Пскова ка Вологди. У каснијим временима било је познато и као Хрестцовски (рус. Хрестцовский) и Крестецки Јам (рус. Крестецкий Ям).
Одлуком императорке Екатерине II од 4. септембра 1776. године дотадашње село Крестецкиј је преображено у град Крестци, уједно поставши и окружним центром. Две године касније изграђен је и први генерални урбанистички план града, саграђена је Јекатеринска саборна црква и цараско одмаралиште.
Крајем XVIII века у граду је живело око две хиљаде становника, деловала је циглана и млин те укупно 12 трговачких радњи. У исто време готово све стамбене грађевине су биле од дрвета, а једино 8 од њих је било изграђено од чврстих материјала. Привредни и демографски напредак града током XIX века текао је умереним темпом. У том периоду у граду је радила пилана, дестилерија водке, кожара и тканица. Посебна врста веза која се развила у ткачким радњама у то време прославила је Крестце широм земље (узорак те чипке „крестечки вез“ данас се налази на застави рејона и уврштен је у списак руског културног наслеђа). Године 1881. отворена је градска библиотека.
Године 1926. након 250 година насеље је изгубило статус града и преобразовано је у село. Са статусом руралне заједнице остаје све до 1938. када је преобразовано у радничку варошицу. У јануару 2006. успостављена је другостепена Крестечка урбана општина као део Крестечког рејона, и поред варошице Крестци обухватала је и 9 оближњих села.

## Становништво
Према подацима са пописа становништва 2010. у граду је живело 9.095 становника, док је према проценама националне статистичке службе за 2014. варошица имала 8.196 становника.
| 1939. | 1959. | 1970. | 1979.  | 1989.  | 2002. | 2010. | 2014. |
| ----- | ----- | ----- | ------ | ------ | ----- | ----- | ----- |
| 5.246 | 8.502 | 9.749 | 10.190 | 10.464 | 9.963 | 9.095 | 8.196 |